# Arvid Knöppel
Arvid Knöppel (n. 7 martie 1867, Stockholm, Suedia-Norvegia – d. 7 martie 1925, Bad Nauheim, Hessa, Germania) a fost un scriitor ce a reprezentat Suedia, medaliat olimpic. A participat la o ediție a Jocurilor Olimpice (1908) în care a câștigat o medalie de aur.

## Participări
Lista de mai jos prezintă principalele competiții la care a participat Arvid Knöppel de-a lungul carierei.
- shooting at the 1908 Summer Olympics – men's team single-shot running deer[*]